# Coenosia enormis
Coenosia enormis är en tvåvingeart som beskrevs av Albuquerque 1956. Coenosia enormis ingår i släktet Coenosia och familjen husflugor. Inga underarter finns listade i Catalogue of Life.